# Phare de la Méditerranée

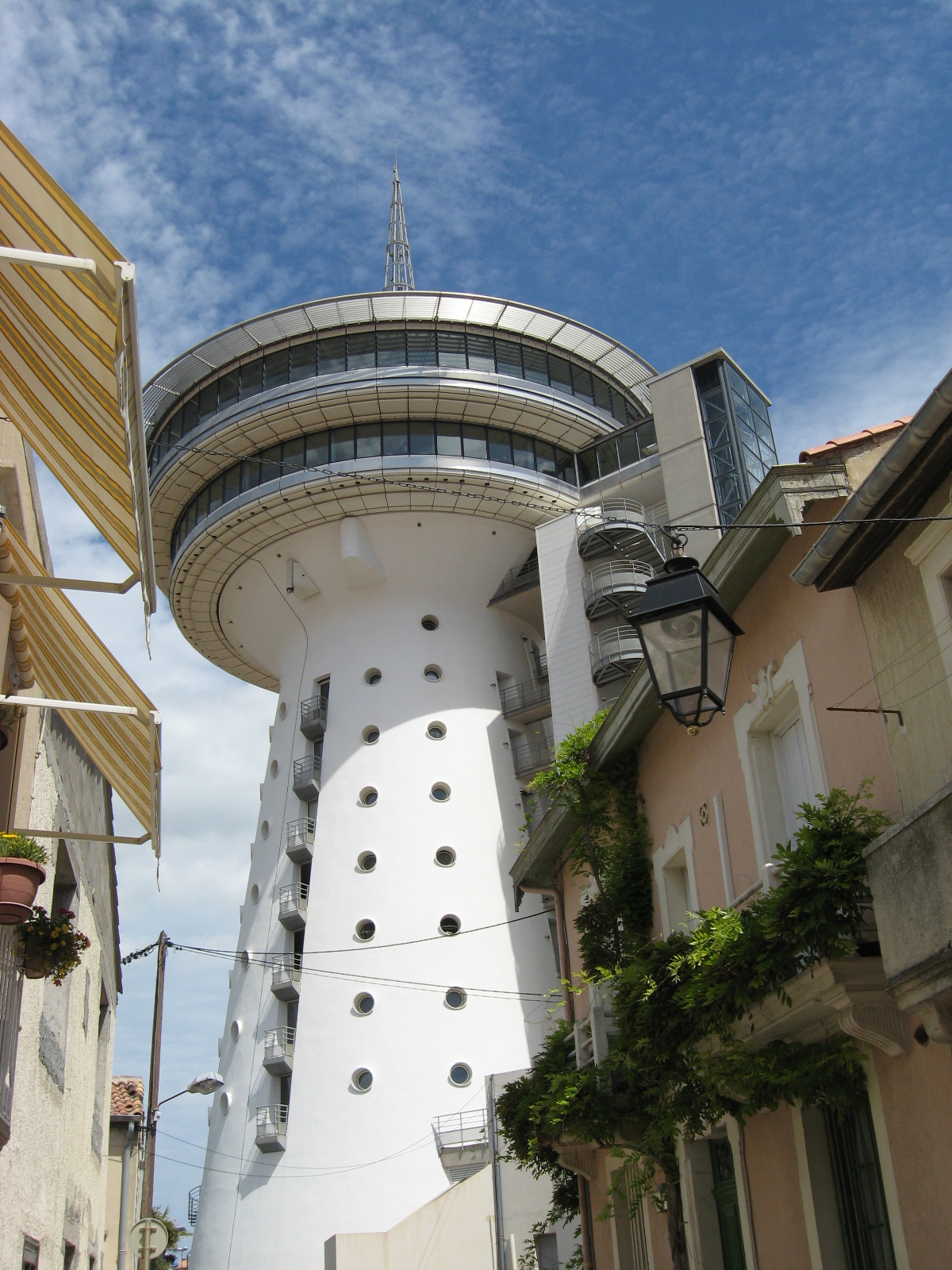
Der alte Wasserturm in ein Drehrestaurant umgewandelt

Der Phare de la Méditerranée ist ein ehemaliger Wasserturm in Palavas-les-Flots, der heute ein Drehrestaurant in 45 Meter Höhe beherbergt.